# Fluda angulosa
Fluda angulosa là một loài nhện trong họ Salticidae.
Loài này thuộc chi Fluda. Fluda angulosa được Eugène Simon miêu tả năm 1900.